# Tremain Paul
Tremain Paul (12 agosto 1991) è un calciatore santaluciano, di ruolo attaccante.

## Carriera

### Nazionale
Tra il 2011 ed il 2019 ha totalizzato complessivamente 27 presenze e 4 reti con la nazionale di Saint Lucia.